# Linuche
Linuche är ett släkte av maneter. Linuche ingår i familjen Linuchidae.
Kladogram enligt Catalogue of Life:
| Linuche | \| \| Linuche aquila \| \| \| \| \| \| Linuche unguiculata \| \| \| \| |
|         | \| \| Linuche aquila \| \| \| \| \| \| Linuche unguiculata \| \| \| \| |
|         | Linantha                                                               |
|         |                                                                        |
|         | Linuche aquila                                                         |
|         |                                                                        |
|         | Linuche unguiculata                                                    |
|         |                                                                        |

|  | Linuche aquila      |
|  |                     |
|  | Linuche unguiculata |
|  |                     |